# Теннессі Вільямс
Теннессі Вільямс (англ. Tennessee Williams, при народженні Томас Ланьє Вільямс, англ. Thomas Lanier Williams; 26 березня 1911 — 25 лютого 1983) — американський драматург, лауреат Пуліцерівської премії 1948 року за п'єсу «Трамвай „Бажання“» (A Streetcar Named Desire) та 1955 року за п'єсу «Кішка на розпеченому даху» (Cat on a Hot Tin Roof). Разом із Юджином О'Ніллом і Артуром Міллером вважається одним з провідних американських драматургів 20 століття.
Він залишався невідомим, доки у 1944 році не вийшла його п'єса «Скляний звіринець», яка відображала його походження з бідної сім'ї. Пізні його твори були не до вподоби публіці, до того ж алкогольна та наркотична залежність заглушала його креативність.
Багато робіт Теннессі були екранізовані. Крім п'єс він також написав кілька коротеньких оповідань, віршів, есеїв і том мемуарів. У 1979 році, за чотири роки до його смерті, Вільямса було включено до Американської театральної зали слави.

## Кар'єра
Наприкінці 30-х років твори драматурга не приймали у жодному видавництві, жодному театрі. Внаслідок чого Теннессі довелося змінити кілька робіт, щоб лише прогодувати себе. За допомоги його агента Одрі Вуда у 1939 Вільям отримав грант Рокфеллера на 1000 доларів і написав п'єсу «Битва Ангелів», яку поставили у Бостоні у 1940, але вона була сприйнята холодно. Пізніше Вільямс переробив її для постановки у Нью-Йорку, де вона здобула більший успіх.
Того ж 1939 року Вільямс переїхав до Нового Орлеана й став одним із засновників «Веркс Прогрес Адміністрейшн», компанії, що допомагала молодим художникам і письменникам вижити в роки Великої Депресії, водночас постачаючи персонал для важливих громадських проєктів. Певний час він мешкав у Французькому кварталі, спочатку за адресою Тулуз-стріт 722, де відбувається дія його п'єси 1977 року «Старий квадрат» (Vieux Carré).
Протягом 1944—1945 його п'єса «Скляний звіринець» (англ. The Glass Menagerie) йшла в Чикаго, де мала значний успіх. Потім постановка перемістилась до Бродвею, де мали незмінний успіх. У п'єсі розповідається про юнака Тома, його немічну сестру, Лауру, та їхню деспотичну матір, Аманду, яка намагається влаштувати шлюб Лаури. Вважається, що Вільямс використав для написання цієї п'єси автобіографічний матеріал. Того року «Скляний звіринець», як найкраща п'єса сезону, здобув премію Нью-Йоркського кола драматичних критиків.
Після першого успіху у критиків з'явилися нові популярні на Бродвеї п'єси: «Літо і дим» (Summer and Smoke, 1948), «Татуювання у вигляді троянди» (The Rose Tattoo, 1951), «Каміно Реаль» (Camino Real, 1953). За п'єсу «Трамвай „Бажання“» Вільямс отримав у 1948 Пуліцерівську премію.
Коли в 1950 та в 1951 п'єси «Скляний звіринець» та «Трамвай „Бажання“» були екранізовані, твори Вільямса відкрилися для глядачів усього світу. Пізніше були екранізовані також «Кішка на розпеченому даху», за яку Вільямс отримав другу Пуліцерівську премію, «Орфей спускається» (Orpheus Descending), «Ніч ігуани» (The Night of the Iguana), «Літо і дим».

## Біографія
Вільямс народився у місті Колумбус, штат Міссісіпі, в будинку баби й діда по матері. Його батьками були Едвіна й Корнеліус Вільмс. Дід Вільямса був місцевим священником єпископальної церкви валлійського походження. Батько майбутнього драматурга працював комівояжером, добряче випивав і більше любив молодшого сина Дейкіна. Теннессі в дитинстві був не таким міцним і батько вважав його надто жіночним. Мама, Едвіна, завжди була на межі істерики. Пізніше драматург використав набутий досвід родинного життя у своїх п'єсах.
У дитинстві захворів на дифтерію, що майже звело його до могили. На щастя, маленький Теннессі одужав, але після цього він майже цілий рік не виходив за межі своєї домівки, оскільки був дуже слабким. Через свою хворобу Вільям був не таким активним, що дратувало його батька. Взагалі той був дуже жорстокою людиною, часто не стримувався й бив дружину. У майбутньому драматург зізнається, що така нездорова ситуація в його сім'ї послужить приводом до написання декількох творів.
Родина переїхала до Сент-Луїса в 1918. У віці 16 років Вільямс здобув свою першу премію — 5 доларів за есе, опубліковане в журналі «Смарт Сет». З 1929 до 1931 Вільямс навчався в Університеті Міссурі, де вступив до братерства альфа-бета-омега. На один рік він перевівся до Університету Вашингтона в Сент-Луїсі. Нарешті, в 1938 він здобув ступінь в Університеті Айови. В університетах Вільямс почав писати п'єси, які ставилися на студентській сцені. Крім того, він відвідував курси драматургії в Новій школі Нью-Йорка.
Протягом свого життя Теннессі мав тісні стосунки з сестрою Роуз, тендітною красунею, якій ще в юному віці поставили діагноз шизофренія. У 1943 році її поведінка стала ще більш нестабільною, тому Роуз влаштували до лікарні для душевно хворих, де вона провела більшість життя. Теннессі Вільямс достатньо часто відвідував сестру, а також витрачав певний відсоток свого заробітку на належний догляд за нею. Терапевтичне лікування виявилося неуспішним, і вона ставала дедалі більше параноїдальною. Щоб урятувати її, батьки згодилися на передфронтальну лоботомію, що, на думку лікарів того часу, могло допомогти пацієнтам з надмірним збудженням. Операція була невдалою, і Роуз залишилася прикутою до ліжка на все життя. Ця операція, можливо, підсилила алкоголізм Теннессі та його залежність від амфетамінів та барбітуратів, які часто прописував доктор Макс Джекобсон.
Після численних невдалих спроб завести романтичні стосунки з жінками, наприкінці 1930-х Теннессі Вільямс остаточно прийняв свою гомосексуальність. У Нью-Йорку він приєднався до соціального кола геїв, у якому був близький друг Вільямса Дональд Віндхем (1920—2010). Влітку 1940 драматург зустрічався з канадським танцюристом Кіпом Кірнаном (1918—1944), але той залишив його пізніше й одружився з жінкою, що шокувало Теннессі Вільямса. З 1947 по 1962 його коханцем був Френк Мерло, колишній вояк Другої світової, з яким Вільямс познайомився у Новому Орлеані. Мерло допомагав Вільямсу долати приступи депресії й постійний страх, що він, як і його сестра, зійде з розуму. Він покинув Теннессі, втомившись від його пристрасті до випивки та таблеток й численних зрад. Вільямс важко переживав смерть свого колишнього коханця в 1963 від раку легень і впав у глибоку депресію.
У 1969 брат змушений був покласти Теннессі в психіатричну лікарню через його пристрасть до алкоголю й снодійного. Під його впливом Вільямс перейшов у католицизм.
25 лютого 1983 року Вільямса знайшли мертвим у номері готелю Hotel Elysée у Нью-Йорку. Драматургу був 71 рік. Лікарі повідомили, що причиною смерті стало те, що Вільямс удавився кришечкою від пляшки очних крапель. У нього була звичка класти кришечку в рот, схилятися назад і закапувати собі очі. Можливо, тоді, коли стався нещасний випадок, він був у стані сп'яніння.

## Цікаві факти
Саме йому присвячена пісня гурту The National «Don't Swallow the Cap» на альбомі Trouble Will Find Me.